# Miljøministeriet
Miljøministeriet blev etableret i 1971 som Ministeriet for Forureningsbekæmpelse, ledet af Jens Kampmann. Det fik først sin nuværende betegnelse i 1973. Energiområdet, som havde sit eget ministerium i perioden 1979 – 1994, har været tæt tilknyttet miljøministeriet. I 1994 kom energien direkte ind under ministeriet, der skiftede navn til Miljø- og Energiministeriet, og ved regeringsskiftet i 2001 blev energien som sagsområde flyttet ud under en række andre ministerier; den måske største andel, energilovgivningen, havnede i Økonomi- og Erhvervsministeriet. Ved regeringsomdannelsen i 2005 blev energiområdet underlagt Transport- og Energiministeriet. I 2007 blev energiområdet underlagt det nyoprettede Klima- og Energiministerium.
Ved regeringsskiftet i 2015 blev ministeriet lagt sammen med ministeriet for fødevarer, landbrug og fiskeri under navnet Miljø- og Fødevareministeriet. Miljø- og fødevareminister blev Eva Kjer Hansen (V) og fra februar 2016, efter Kjers afgang (pga. den såkaldte gyllegate), forhenværende uddannelses- og forskningsminister Esben Lunde Larsen (V)

## Struktur
Miljøministeriet omfattede dels et departement, dels en række styrelser og institutioner:
- Miljøstyrelsen
  - Kystdirektoratet
- Center for Koncernforvaltning (nedlagt i 2008)
- Natur- og Miljøklagenævnet (oprettet pr 1. januar 2011)
  - En sammenlægning af de to tidligere nævn Miljøklagenævnet og Naturklagenævnet

I forbindelse med Universitetsreformen blev DMU flyttet fra Miljøministeriet til Aarhus Universitet. I forbindelse med Regeringen Anders Fogh Rasmussen III's tiltræden blev GEUS flyttet til det nyoprettede Klima og Energiministerium.

## Ministerliste
| Navn                   | Fra  | Til  | Titel                                                     | Parti                       |
| ---------------------- | ---- | ---- | --------------------------------------------------------- | --------------------------- |
| Jens Kampmann          | 1971 | 1973 | Minister for offentlige arbejder og forureningsbekæmpelse | Socialdemokratiet           |
| Helge Nielsen          | 1973 | 1973 | Miljøminister                                             | Socialdemokratiet           |
| Holger Hansen          | 1973 | 1975 | Miljøminister                                             | Venstre                     |
| Helge Nielsen          | 1975 | 1977 | Bolig- og miljøminister                                   | Socialdemokratiet           |
| Svend Jakobsen         | 1977 | 1977 | Bolig- og miljøminister                                   | Socialdemokratiet           |
| Niels Matthiasen       | 1977 | 1978 | Miljøminister                                             | Socialdemokratiet           |
| Ivar Nørgaard          | 1978 | 1980 | Miljøminister                                             | Socialdemokratiet           |
| Erik Holst             | 1980 | 1982 | Miljøminister                                             | Socialdemokratiet           |
| Christian Christensen  | 1982 | 1988 | Miljøminister                                             | Kristeligt Folkeparti       |
| Lone Dybkjær           | 1988 | 1990 | Miljøminister                                             | Radikale Venstre            |
| Per Stig Møller        | 1990 | 1993 | Miljøminister                                             | Det Konservative Folkeparti |
| Svend Auken            | 1993 | 2001 | Miljøminister                                             | Socialdemokratiet           |
| Svend Auken            | 1993 | 2001 | Miljø- og energiminister                                  | Socialdemokratiet           |
| Hans Christian Schmidt | 2001 | 2004 | Miljøminister                                             | Venstre                     |
| Connie Hedegaard       | 2004 | 2007 | Miljøminister                                             | Det Konservative Folkeparti |
| Troels Lund Poulsen    | 2007 | 2010 | Miljøminister                                             | Venstre                     |
| Karen Ellemann         | 2010 | 2011 | Miljøminister                                             | Venstre                     |
| Ida Auken              | 2011 | 2014 | Miljøminister                                             | Socialistisk Folkeparti     |
| Kirsten Brosbøl        | 2014 | 2015 | Miljøminister                                             | Socialdemokratiet           |
| Eva Kjer Hansen        | 2015 | 2016 | Miljø- og fødevareminister                                | Venstre                     |
| Esben Lunde Larsen     | 2016 | 2018 | Miljø- og fødevareminister                                | Venstre                     |
| Jakob Ellemann-Jensen  | 2018 | 2019 | Miljø- og fødevareminister                                | Venstre                     |
| Lea Wermelin           | 2019 | 2022 | Miljøminister                                             | Socialdemokratiet           |
| Magnus Heunicke        | 2022 | -    | Miljøminister                                             | Socialdemokratiet           |